# Slumrande toner
Slumrande toner är en svensk film från 1978 med regi och manus av Johan Bergenstråhle. I rollerna ses bland andra Marita Nordberg, Pehr-Olof Sirén och Bodil Mannheimer.

## Om filmen
Inspelningen ägde rum mellan den 18 april och 22 juni 1977 i Gamlakarleby, Jakobstad, Sundom, Vasa samt på ytterligare platser i Österbotten, alla belägna i Finland. Filmen premiärvisades den 7 april 1978 på biografen Lilla Kvarn i Stockholm.

## Handling
Filmen handlar om ett turnerande teatersällskap i Finland i slutet av 1950-talet. Affärerna går knackigt och publiken sviker. Vidare dras man med inre konflikter inom sällskapet och till slut orkar Rosa inte längre och begår självmord.

## Rollista
- Marita Nordberg – Rosa Partanen, sällskapets primadonna
- Pehr-Olof Sirén – Partanen, teaterchef
- Bodil Mannheimer – Inga, skådespelare
- Peder Falk – Sten, skådespelare
- Agneta Fagerström – Angelica, Stens fru, skådespelare
- Paavo Piskonen – Gustav, skådespelare
- Ana-Yrsa Falenius	– Betty, skådespelare
- Nils Brandt – skrattande man
- Ralf Friberg – lokal radioreporter
- Soli Labbart – stum kvinna
- Börje Lampenius – kommunalläkare
- Susanna Ringbom – disponent
- Marianne Wasastjerna – läkarfru
- Gustav Wiklund	– apotekare

### Fotnoter
1. 1 2 3  ”Slumrande toner”. Svensk Filmdatabas. http://sfi.se/sv/svensk-filmdatabas/Item/?itemid=5021&type=MOVIE&iv=Basic&ref=/templates/SwedishFilmSearchResult.aspx?id%3d1225%26epslanguage%3dsv%26searchword%3dslumrande+toner%26type%3dMovieTitle%26match%3dBegin%26page%3d1%26prom%3dFalse. Läst 5 maj 2013.